# Morava 12 (volební obvod Říšské rady)
Morava 12 byl jednomandátový volební obvod pro volby do Poslanecké sněmovny Říšské rady. Volili v něm čeští mužští občané soudních okresů Vyškov, Slavkov a Bučovice kromě jejich sídelních měst. Volební obvod byl zřízen se zavedením všeobecného volebního práva v Předlitavsku v roce 1907 a zanikl s rozpadem Rakouska-Uherska roku 1918. V letech 1907-1911 obvod zastupoval budoucí zakladatel ČSL Jan Šrámek.

## Charakteristika obvodu
| Rok          | 1907   | 1911   |
| ------------ | ------ | ------ |
| Počet voličů | 16 082 | 16 498 |

Volební obvod vznikl přeskupením obvodů, které v původním volebním systému náležely do kurie venkovských obcí. Přestože již tedy volební právo nebylo omezeno daňovým cenzem, města stále volila odděleně od svého venkovského okolí.
V obvodu neměla žádná politická síla jasnou převahu a v obou volbách se tak odehrály vyrovnané souboje mezi lidovou (roku 1911 lidově pokrokovou) stranou, křesťansko-sociální stranou a sociální demokracií).

## Poslanci
| Poslanec | Poslanec             | Strana               | Volby |
| -------- | -------------------- | -------------------- | ----- |
|          | Jan Šrámek           | Křesťanští sociálové | 1907  |
|          | Jan Vladimír Pokorný | Lidoví pokrokáři     | 1911  |

## Volby

### Volby 1907
V roce 1907 za klerikální blok kandidoval Jan Šrámek, kněz a příslušník křesťansko-sociální strany (pozdější exilový premiér Československa a dlouholetý předseda ČSL). V barvách mladočeské Lidové strany na Moravě se mu postavil zemský poslanec a rolník z Ivanovic Jan Vladimír Pokorný. Posledním kandidátem byl vyškovský dělník Eduard Dědek za sociální demokracii.
Do užší volby postoupil Šrámek se socialistou Dědkem. Navzdory svým antiklerikálním postojům však Šrámka podpořila moravská lidová strana. To způsobilo vlnu odporu - moravská pokroková strana krok mladočechů odsoudila a podpořila sociální demokraty. Neúspěšný mladočeský kandidát z první volby Pokorný pak z lidové strany vystoupil.
| Parlamentní volby 1907   |                                           |                                           |             |             |             |            |            |            |
| Kandidát                 | Kandidát                                  | Strana                                    | První volba | První volba | První volba | Užší volba | Užší volba | Užší volba |
| Kandidát                 | Kandidát                                  | Strana                                    | Hlasy       | %           | ±%          | Hlasy      | %          | ±%         |
|                          | Jan Šrámek                                | Křesťanští sociálové                      | 6 352       | 42,4        |             | 7 709      | 53,6       |            |
|                          | Eduard Dědek                              | Sociální demokraté                        | 4 419       | 29,5        |             | 6 665      | 46,4       |            |
|                          | Jan Pokorný                               | Mladočeši                                 | 4 189       | 28,0        |             |            |            |            |
|                          | roztříštěné hlasy                         | roztříštěné hlasy                         | 23          | 0,2         |             |            |            |            |
| neplatné a prázdné hlasy | neplatné a prázdné hlasy                  | neplatné a prázdné hlasy                  | 297         | 1,9         |             | 836        | 5,6        |            |
| Celkem/účast             | Celkem/účast                              | Celkem/účast                              | 15 280      | 95,0        |             | 15 210     | 94,6       |            |
|                          | Křesťanští sociálové získali (nový obvod) | Křesťanští sociálové získali (nový obvod) | ±           |             |             |            |            |            |

### Volby 1911
V roce 1911 mandát Jan Šrámek obhajoval, opět za moravskou klerikální alianci. Za lidově pokrokovou stranu, vzniklou sloučením lidové strany a pokrokové strany, kandidoval znovu Jan Vladimír Pokorný. Za sociální demokraty kandidoval redaktor Jaroslav Rouček. Národně sociální stranu reprezentoval živnostník Eduard Vlach a centralistickou sociální demokracii dělník František Gala.
| Parlamentní volby 1911   |                                                  |                                                  |             |             |             |            |            |            |
| Kandidát                 | Kandidát                                         | Strana                                           | První volba | První volba | První volba | Užší volba | Užší volba | Užší volba |
| Kandidát                 | Kandidát                                         | Strana                                           | Hlasy       | %           | ±%          | Hlasy      | %          | ±%         |
|                          | Jan Pokorný                                      | Lidoví pokrokáři                                 | 4 395       | 28,3        | +0,3        | 8 617      | 55,8       |            |
|                          | Jan Šrámek                                       | Křesťanští sociálové                             | 6 577       | 42,4        | ±0,0        | 6 831      | 44,2       | -9,4       |
|                          | Jaroslav Rouček                                  | Sociální demokraté                               | 4 163       | 26,8        | -2,7        |            |            |            |
|                          | Eduard Vlach                                     | Národní sociálové                                | 205         | 1,3         |             |            |            |            |
|                          | František Gala                                   | Soc. dem. centralisté                            | 169         | 1,1         |             |            |            |            |
|                          | roztříštěné hlasy                                | roztříštěné hlasy                                | 9           | 0,1         | -0,1        |            |            |            |
| neplatné a prázdné hlasy | neplatné a prázdné hlasy                         | neplatné a prázdné hlasy                         | 202         | 1,3         |             | 183        | 1,2        |            |
| Celkem/účast             | Celkem/účast                                     | Celkem/účast                                     | 15 720      | 95,3        | +0,3        | 15 631     | 94,7       | +0,1       |
|                          | Lidoví pokrokáři získali od křesťanských sociálů | Lidoví pokrokáři získali od křesťanských sociálů | ±           |             |             |            |            |            |